# Gedoppelte Mitte
Gedoppelte Mitte ist ein zentraler Begriff der Rechts- und Systemphilosophie von Georg Wilhelm Friedrich Hegel. In seiner sogenannten zweiten Jenaer Phase (1803/1807) bezeichnete Hegel damit die Einheit zweier Extreme, um die Erscheinungsweise des empirischen Bewusstseins näher hin zu charakterisieren. Er verdeutlicht seine Begriffsverwendung am dialektischen Gegensatz von Sprache und Gedächtnis sowie von Arbeit und Werkzeug. 
Modern verwendet verweist der Begriff auf theoretische Optionen zur Beschreibung unscharfer Mengenabgrenzungen wie etwa die Fuzzy-Set-Theorie oder die fraktale Logik.